# Легитимизм

Королевский герб Франции. Этот герб используется сторонниками дома Бурбонов.

Легитими́зм (от лат. legitimus, фр. légitime, «законный») — политическая теория в Западной Европе (преимущественно во Франции), признающая историческое право династий на решение основных принципов государственного устройства.
Впервые была выдвинута французским политиком Шарлем Талейраном.
Идея Талейрана была выдвинута на Венском конгрессе в целях обоснования и защиты территориальных интересов Франции, состоявших в сохранении границ, существовавших на 1 января 1792, и недопущения территориального расширения Пруссии.

Королевский штандарт будет поднят в присутствии короля Франции с гербом легитимистского претендента, созданного Эрве Пиното.

Термин «легитимизм» применяется также в другом значении: приверженность «законной» (легитимной) старшей линии династии Бурбонов во Франции. Возник и утвердился после Июльской революции 1830 года, в результате которой на французский престол вступил Луи Филипп Орлеанский. После пресечения старшей линии французских Бурбонов в 1883 часть легитимистов признали Орлеанскую династию, но часть стали поддерживать претензии на французский престол испанских принцев из дома Бурбонов; до 1936 карлистов, а затем, после пресечения карлистской линии — старшую линию потомков Альфонса XIII. Современный легитимистский претендент на французский престол — правнук Альфонса Луис, герцог Кадисский, которого они называют Людовиком XX.
В более широком смысле легитимистом называют всякого сторонника свергнутых монархий.

## Легитимизм в России
В современном российском монархическом движении легитимистами называют сторонников восстановления династии Романовых в лице потомков т. н. «императора в изгнании Кирилла I»: часть легитимистов поддерживает великую княгиню Марию Владимировну («Российский Имперский Союз-Орден», «Балтийский авангард русского сопротивления», движение «За Веру и Отечество», «Российское дворянское собрание», «Российское монархическое движение»), другие не признают её прав на Престол (например, «Всероссийский монархический центр»). Противоположное легитимизму движение современного русского монархизма составляют соборники, или соборяне: они не признают прав Великого Князя Кирилла Владимировича и его наследников на престол и выступают за избрание нового русского царя на Земском соборе, при этом называются самые разнообразные кандидатуры.